# Guvernatorii Generali ai Canadei, 1760-1867
Această pagină conține Guvernatorii Generali ai Canadei din perioada Canadei de Sus, respectiv a Canadei de Jos, 1760 - 1867, perioada în care Canada a fost o sumă de colonii britanice. 

### Guvernatori Generalinumiți deRegele George al III-lea
- 1760 - 1763  --  Jeffrey Amherst
- 1764 - 1768  --  James Murray
- 1768 - 1778  --  Guy Carleton
- 1778 - 1786  --  Frederick Haldimand
- 1786 - 1796  --  Guy Carleton
- 1796 - 1807  --  Robert Prescott
- 1807 - 1811  --  James Craig
- 1812 - 1815  --  George Prevost
- 1816 - 1818  --  John Coape Sherbrooke
- 1818 - 1819  --  Charles Lennox

### A existat doar un singurGuvernator Generalnumit deRegele George al IV-lea
- 1820 - 1828  --  George Ramsay

### A existat doar un singurGuvernator Generalnumit deRegele William al IV-lea
- 1830 - 1835  --  Matthew Whitworth

### Guvernatori Generalinumiți deRegina Victoria
- 1835 - 1838  --  Archibald Acheson
- 1838 - 1840  --  John George Lambton
- 1840 - 1841  --  Charles Poulett Thomson
- 1842 - 1843  --  Charles Bagot
- 1843 - 1845  --  Charles Metcalfe
- 1846 - 1847  --  Charles Murray
- 1847 - 1854  --  James Bruce
- 1854 - 1861  --  Edmund Walker Head
- 1861 - 1867  --  Charles Stanley Monck